# 罗贝尔二世 (法兰西)
罗贝尔二世（虔诚者）（Robert II le Pieux；972年3月27日—1031年7月20日）是卡佩王朝的第二位国王（996年—1031年在位）。
他是法蘭克人的國王于格·卡佩的儿子，母为阿基坦的阿德莱德。出生于奥尔良。由于卡佩王朝早期极為脆弱，為了罗贝尔在其父王尚在位时即已被加冕为國王。當雨果·卡佩於987年7月當選成為法蘭克人的國王並加冕後，於同年12月羅貝爾被加冕成為共治國王。
996年，由于与自己的表妹勃艮第的貝兒塔结婚，罗贝尔二世被教宗額我略五世处以绝罚，經過與額我略五世的繼承人教宗思維二世進行漫長的談判，這段婚姻最終被廢除。
1003年，羅貝爾二世入侵勃艮第公國。但是直至1016年，罗贝尔二世才得到教會支持承認合并勃艮第公國。他在1017年即已为長子于格二世加冕称王。
羅貝爾二世晚年與眾兒子因爭奪權力及財產而爆發內戰，于格二世於1025年或1026年，在準備發動推翻他父王的叛亂時，在貢比涅摔下馬來而駕崩。次子亨利一世於1027年5月被羅貝爾二世安排加冕成為共治國王。羅貝爾二世在與次子亨利一世及三子勃艮第公爵羅貝爾內戰中被擊敗被迫退至博讓西，於1031年7月20日戰死於默倫，由亨利一世繼承法國及勃艮第公國。

## 家庭
988年，羅貝爾和義大利的蘿薩拉結婚，但在996年廢除了這段婚姻。同年羅貝爾和勃艮第的貝兒塔結婚，這段婚姻於1001年同樣遭到廢除。
1003年左右，羅貝爾和阿爾勒的康斯坦絲結婚，兩人共有3子2女：
1. 海德維希（英语：Hedwig of France, Countess of Nevers）（約1003年—1063年）
2. 于格大帝（1007年—1025年），早逝
3. 亨利一世（1008年—1060年）
4. 阿黛勒（英语：Adela of France）（1009年—1079年），與佛蘭德的博杜安五世結婚
5. 羅貝爾一世，勃艮第公爵